# Raiders of Ghost City
Raiders of Ghost City é um seriado estadunidense de 1944, gênero Western, dirigido por Lewis D. Collins e Ray Taylor, em 13 capítulos, estrelado por Dennis Moore e Wanda McKay. Foi produzido e distribuído pela Universal Pictures, e veiculou nos cinemas estadunidenses a partir de 25 de junho de 1944.

## Sinopse
Durante a Guerra de Secessão, uma gangue supostamente de Confederados, dirigida por Alex Morel, envia ouro de Oro Grande, na Califórnia, com destino a Washington. Capitão Steve Clark é reconhecido como um agente do Serviço Secreto da União pelo cúmplice de Morel, Trina Dessard, juntamente com seu amigo Idaho Jones, e é emboscado e enviado para morte, quando seu carro mergulha para baixo da montanha.
Pulando para um lugar seguro, Idaho e Steve relatam o ocorrido ao coronel Sewell, em Oro Grande, e Idaho se apresenta como um detetive de Wells Fargo para Cathy Haines, o agente da companhia de Oro Grande. Steve e Idaho saiba que Morel estão apenas ~se disfarçando como confederados, e sua sede está no saloon de Morel, “Golden Eagle”.
Em um ataque sobre o esconderijo, o irmão de Steve, Jim, é morto pela quadrilha. A próxima vítima é o capitão do exército confederado Clay Randolph que descobriu que Morel está conectado a um grupo de espiões prussianos e dá uma pista a Steve antes de morrer.
A pista leva Steve a San Francisco, na propriedade de Abel Rackerby, que acredita ter Steve em seu poder, e lhe expõe as atividades e os métodos da operação. Auxiliado pelo Serviço Secreto de San Francisco, Steve escapa e retorna a Oro Grande, onde ele e Idaho cercam os espiões.

## Elenco
- Dennis Moore … Capitão Steve Clark
- Wanda McKay … Cathy Haines
- Lionel Atwill … Erich von Rugen, alias Alex Morel
- Joe Sawyer … Idaho Jones
- Regis Toomey … Capitão Clay Randolph
- Virginia Christine … Condessa Elsa von Merck, alias Trina Dressard
- Eddy Waller … Doc Blair
- Emmett Vogan … Conde Manfried von Rinkton, alias Carl Lawton
- Addison Richards … Coronel Sewell
- Charles Wagenheim … Hugo Metzger, alias Abel Rackerby
- Jack Ingram ... Braddock
- Monte Montague ... Cocheiro (não-creditado)
- Edmund Cobb	 ...	Capanga Rawhide
- Rex Lease	 ...	Maj. Norton (não-creditado)

## Recepção crítica
Cline escreve que Raiders of Ghost City tinha um bom elenco e valores de produção... Ele se saiu muito bem".

## Capítulos
1. Murder by Accident
2. Flaming Treachery
3. Death Rides Double
4. Ghost City Terror
5. The Fatal Lariat
6. Water Rising
7. Bullet Avalanche
8. Death Laughs Last
9. Cold Steel
10. Showdown
11. The Trail to Torture
12. Calling all Buckboards
13. Golden Vengeance

Fonte:

## Produção
Neste seriado, foram reutilizadas cenas de outros filmes da Universal Pictures: Trail of the Vigilantes (“Justiça”), de 1940; Badlands of Dakota, de 1941; e Road Agent, de 1941.